# 卡拉蘇 (烏茲別克)
卡拉蘇是烏茲別克的城市，由安集延州負責管轄，位於該國東部，距離首府安集延約50公里，毗鄰與吉爾吉斯接壤的邊境，海拔高度720米，2009年人口27,453。